# Кель-Ахмед
Кель-Ахмед (Калимет) – татарский князь, политический деятель и глава правительства Казанского ханства в конце XV начале XVI века.
В середине 1490-х годов, когда в Казани правил ставленник Московского князя Ивана III Мухаммед-Эмин, и вмешательство русского посла в дела ханства носило вызывающий характер. Кель-Ахмет, вместе с князьями Ураком. Садыром и Агишем, возглавили оппозицию правительству. Они опирались на военную поддержку восточных соседей. Кандидатом на ханский престол был намечен сибирский царевич Мамук.
Весной 1495 года Мамук выступил к Казани с многочисленным войском, однако казанское правительство запросило поддержки у московского. На помощь Мухаммед-Эмину был послан отряд из Нижнего Новгорода, при его приближении руководители восточной партии бежали из столицы. Русский отряд вступил в Казань и готовился к её обороне, но сибирское войско, узнав о прибытии русского войска, приостановило наступление. Считая, что опасность миновала, русский отряд вернулся в Россию. Тогда сибирское войско внезапным нападением захватило Казань. Ханом был провозглашен царевич Мамук.
Однако поведение Мамука вызывало недовольство казанцев. Скорее всего, он был слишком своевольным и не понимал особенностей правления большим торговым городом. Кель-Ахмеда, главного участника переворота, приведшего его к власти, он арестовал. После этого Кель-Ахмед резко переменил свои взгляды в пользу русской ориентации. Он обладал большим авторитетом и ему удалось привлечь на свою сторону многих сторонников, но большая часть провосточной партии, возглавляемая князем Ураком, осталась верна своим убеждениям. Хан Мамук отправился в поход против удельного Арского княжества, зависимого от Казанского ханства. Кель-Ахмед и другие противники нового хана воспользовались этим походом для государственного переворота и восстановления прежней руссофильской политики. Они возвратились в Казань, объявили хана низложенным и призвали граждан к поддержке. Город был немедленно укреплен, крепостные ворота затворены. Мамуку не удалось вернуться на ханский престол, и он возвратился в Сибирь.
Благодаря усилиям Кель-Ахмеда, восторжествовала прорусская партия. Во главе нового правительства стал Кель-Ахмед. Было решено возобновить договоры с Россией и поставить хана по согласованию с Москвой. Однако Кель-Ахмед и другие члены правительства совсем не желали возвращения на престол низложенного ранее Мухаммеда-Эмина и отвели его кандидатуру. На престол был избран его младший брат, царевич Абдул-Латиф.
В 1499 году провосточная партия попыталась восстановить на казанском престоле Сибирскую династию. Во главе движения стоял находящийся в изгнании князь Урак, который выдвигал в качестве претендента царевича Агалака, младшего брата хана Мамука. Однако казанское правительство получило военную поддержку со стороны России, и нападение было успешно отражено.
Князь Кель-Ахмет оставался главным лицом при дворе Абдул-Латифа. Пока хан был молод, не происходило политических осложнений с Россией. Однако, когда Абдул-Латифу исполнилось 25 лет, он стал проявлять самостоятельность, его политика стала принимать враждебный России характер. В конце 1501 года Кель-Ахмет ездил в Москву и имел там переговоры о смене правителя. В январе 1502 года в Казань прибыло русское посольство во главе с князем Звенигородским, и хан был низложен.
На престол вторично был посажен Мухаммед-Эмин, зарекомендовавший себя как искренний друг России. Однако на этот раз хан, видимо, изменил свои взгляды и решил отстоять независимость ханства от опеки Москвы. (Политика эта завершилась Казанско-русской войной 1505—1507 гг.). Прежде всего Мухаммед-Эмин устранил руководителя правительства и главу прорусской партии Кель-Ахмеда. Возможно, имели значение и личные счеты: так как князь был виновником его низложения в 1495 году, после чего Кель-Ахмед устранил с престола ещё двух ханов и от такого министра можно было ожидать новых неприятностей. Кель-Ахмед, бывший у власти непрерывно в течение 8 лет, был казнен по приказанию хана.